# Henryk Herdzin
Henryk Herdzin (ur. 6 czerwca 1929 w Rydułtowach) – polski śpiewak (tenor liryczny), solista bydgoskiej Opery od 1962 r. do lat 90. XX w.

## Życiorys
Urodził się w 1929 r. w Rydułtowach na Śląsku w rodzinie krawca. Wychowywał się w muzykalnej rodzinie, należał do przykopalnianego chóru „Cecylia”, a później do chóru rewelersów w katowickim radiu. Występował w amatorskiej operetce. Zaliczył pierwsze role: Edwina w „Księżniczce czardasza” I. Kálmána, Daniły w „Wesołej wdówce” F. Lehára oraz Hrabiego Luksemburg w operetce F. Lehára.
Uczęszczał do Państwowego Liceum Pedagogicznego w Raciborzu. Po uzyskaniu w 1949 roku matury rozpoczął pracę jako nauczyciel w szkole w Grobnikach, a następnie w Rakowie.
W 1950 r. został skazany na 5 lat obozu pracy w Strzelcach Opolskich za uczestnictwo w nielegalnym Polskim Związku Sprawiedliwych. Zwolniony po 3 latach (1953) pracował jako górnik dołowy w kopalni „Rydułtowy”. Uczestniczył też w występach w amatorskiej operetce. Po kilku latach został księgowym w Katowicach i nadal śpiewał na amatorskiej scenie. Po udziale w konkursie wokalnym, dostał angaż chórzysty, a potem został zaangażowany przez Danutę Baduszkową i Wacława Śniadego do Teatru Muzycznego w Gdyni jako solista (tenor liryczny) i amant. Na Wybrzeżu pracował dwa sezony (1958-1960). Zetknął się tam z takimi dyrygentami, jak: K. Stryja, W. Rowicki, B. Wodiczko. Zadebiutował w „Orfeuszu w piekle” J. Offenbacha. Kolejne premiery to m.in. „Bal w operze” R. Heubergera, „Domek trzech dziewcząt” H. Berte.
Od 1960 r. karierę kontynuował w Łodzi, a w 1962 r. trafił do bydgoskiej Opery i Operetki. Tutaj w różnych stopniach etatowego zaangażowania przepracował blisko 30 lat. Stworzył szereg sceniczno-wokalnych kreacji oraz (pod koniec kariery) dużą ilość pomniejszych ról charakterystycznych.
W Bydgoszczy zadebiutował jako Eugeniusz Oniegin w operze P. Czajkowskiego (1962). Potem był Moralesem w „Carmen” G. Bizeta (1964) i Alfredem w „Traviacie” G. Verdiego (1964). Wysokie noty krytyków i aplauz publiczności uzyskał kreując postać tytułowego bohatera we „Fra Diavolo” D.F.Aubera (1965). W sezonie 1965/66 zaśpiewał Spolette w „Tosce” G. Pucciniego, Huberta w „Cnotliwej Zuzannie” i Gilberta i Danile w „Wesołej wdówce” F. Lehára. Zdobytą już pozycję potwierdziły następne premiery: „Kopciuszek” G. Rossiniego (1965), „Księżniczka czardasza” I. Kálmána (1968), „Kraina uśmiechu” P. Lehára (1970), „Poławiacze pereł” G. Bizeta (1972).
Lata 70. to obfite pasmo znaczących ról: Mozart w „Mozarcie i Salierim" N. Rimskiego-Korsakowa (1970), Tarnino w „Czarodziejskim flecie” W.A. Mozarta (1971), Hrabia Luksemburg w operetce F. Lehára (1974), Włodzimierz w „Kniaziu Igorze” A. Borodina (1975), Nando w „Nizinach” E. d'Alberta (1976), Sternik w „Holendrze tułaczu” R. Wagnera (1977), Waszek w „Sprzedanej narzeczonej” B. Smetany (1977). Oklaskami nagradzany był za wiele innych ról, tak w repertuarze operowym, jak i operetkowym, np. w „Rigoletcie” G. Verdiego (1967), „Weselu Figara” W.A. Mozarta (1979), „Hrabinie” S. Moniuszki, „Przemysławie II” H. Swolkienia, „Otellu” G. Verdiego (1989). Był też wokalną podporą musicali – od Rewelersa w „Helu” począwszy (1965) po Kapitana w „Skrzydlatym kochanku” S. Renza (1974), inżyniera Solarza w „Najpiękniejszej” M. Lidy (1975) i Jana Kluczkowskiego w „Dziękuję ci, Ewo!” S. Renza (1976). Występował też w przedstawieniach baletowych dla dzieci.
W swojej wokalnej karierze zaliczył ponad 100 premier (większość poza Bydgoszczą), wystąpił w kilku tysiącach przedstawień. Zdobywał „Złote Maski” za „Traviatę” i „Wesołą wdówkę”. Razem z Barbarą Zagórzanką wygrał plebiscyt na najpopularniejszą parę operową roku 1969. Występował w Niemczech, Włoszech i Rumunii; ściśle współpracował z operami w: Poznaniu, Bytomiu i Wrocławiu, a także z filharmoniami w Bydgoszczy, Koszalinie, Częstochowie. Przez dwa lata śpiewał w Capelli Bydgostiensis dokonując płytowych nagrań i telewizyjny rejestracji. Brał udział w licznych koncertach estradowych.

## Życie prywatne
Żona Henryka Herdzina towarzyszyła mu w spektaklach operetkowych i musicalowych. Ma dwóch synów: Tomasza – historyka i Krzysztofa – pianistę, kompozytora, aranżera.